# Erik Tobé
Erik Ivar Tobé, född 9 augusti 1907 i Norrköping, död 13 september 2007 i Uppsala, var en svensk lantmätare och politiker (folkpartist). Hans bok Kommunal planering från 1972 var standardverk som introduktion i kommunal samhällsplanering på exempelvis Socialhögskolans förvaltningslinje.[källa behövs]

## Biografi
Tobé var son till trafikdirektören Ivar Tobé och Majken Brandelius. Efter studentexamen vid Gävle högre allmänna läroverk 1926 och studier vid Uppsala universitet avlade Tobé lantmäteriexamen i Stockholm 1930. Han arbetade därefter som lantmätare i bland annat Sundsvall, Härnösand, Gävle, Munkfors och Hagfors innan han blev överlantmätare i Uppsala län 1948, en tjänst han behöll till 1972. Han promoverades 1983 till teknologie hedersdoktor vid Kungliga Tekniska högskolan och tilldelades 1996 Olaus Magnus-medaljen av Kartografiska sällskapet för sitt stora engagemang i forskningen kring den svensk-franska gradmätningsexpeditionen till Tornedalen 1736–1737 och expeditionens tolk Anders Hellant.
Tobé var ledande folkpartist i Uppsala län och ordförande i partiets länsförbund 1960–1974. Han var riksdagsledamot för Uppsala läns valkrets 1961–1973, fram till 1970 i andra kammaren. I riksdagen var han bland annat suppleant i tredje lagutskottet 1961–1966 och ledamot där 1967–1970. Han engagerade sig bland annat för Uppsala universitet, natur- och miljövård samt idrottsfrågor.
Tobé medverkade i bildandet av Svenska Orienteringsförbundet 1938 och Internationella Orienteringsförbundet 1960. Han var president för sistnämnda organisationen från bildandet fram till 1975. Han var även vice ordförande i Svenska naturskyddsföreningen 1962–1974.
Tobé var gift med Margareta Bråkenhielm. Han är gravsatt i minneslunden på Berthåga kyrkogård i Uppsala.